# Eucalyptus baueriana
Espèce
Classification phylogénétique
Répartition géographique
Eucalyptus baueriana, l'eucalyptus à feuilles rondes ou le blue box ou round-leaved box en anglais, est une espèce de plantes à fleurs du genre Eucalyptus et de la famille des Myrtaceae. C'est un arbre de taille petite à moyenne (jusqu'à 20 mètres de haut) avec une écorce rugueuse et persistante sur les grosses branches, de couleur gris clair avec souvent des taches blanches.
Les feuilles adultes sont pétiolées, rondes ou ovales, ondulées de 10 × 7,5 cm, vert pâle et épaisses.
Les fleurs, blanches, apparaissent à la fin du printemps ou au début de l'été.
On le trouve sur les côtes est (et un peu à l'intérieur) du Victoria autour de Bairnsdale jusqu'au nord de Sydney en Nouvelle-Galles du Sud.